# Chico Roque
Francisco Figueiredo Roque (Niterói, 27 de abril de 1953), mais conhecido pelo pseudônimo Chico Roque, é um compositor brasileiro. Em 1987 lançou seu primeiro LP pela Chanteclair.

## Dados Artísticos e Carreira
Um grande Compositor. Ainda na ativa, são nada menos do que 546 gravações e regravações de suas músicas por diversos artistas da música popular brasileira. Ao lado de grandes parceiros como o Carlos Colla assina várias canções de sucessor em todo o Brasil. Do sertanejo ao pagode, do axé a música infantil ele se eternizou nos mais diversos renomados intérpretes como: Chitãozinho e Xororó, Leandro e Leonardo, Bruno e Marrone, Gian e Giovanni, Cristian e Ralf, Rick e Renner, Gilyard, Só Pra Contrariar, Elymar Santos, Xuxa, Angélica, Trem da Alegria, Latino, Sandra de Sá, Fafá de Belém, Araketu, Demônios da Garoa dentre vários outros.
Em 1979, Alcione gravou “Menino sem juízo”, com Paulinho Rezende no LP Gostoso Veneno pela RCA Victor. 
No ano seguinte, Gilliard gravou “Beijo animal” com Roberto Sol. Neste mesmo ano, Alcione interpretou “Não me mande flores”, em parceria com Paulinho Rezende em seu novo disco “E Vamos À Luta”. 
No ano de 1987, Alcione gravou “Meu vício é você”, com Carlos Colla no disco “Nosso Nome: Resistência”, pela RCA Victor. Neste mesmo ano, gravou o disco “Chico Roque” pela Chanteclair. Neste LP, incluiu várias composições de sua autoria como “Nada pra te esquecer”, “Te quero demais”, “O que mamãe não deixa” e “Me faz um carinho”, todas em parceria com Carlos Colla, além de outras com diversos parceiros como Éros, Paulo Debétio e Alípio Martins. 
Pela gravadora RCA, Sandra de Sá, em 1991, gravou em seu LP Lucky duas composições de sua autoria: “Saudade”, com Carlos Colla e “Contrato assinado”, em parceria com Paulo Sérgio Valle. 
No ano seguinte, Sarah Darlene gravou “Recomeçar”, com Alípio Martins em seu disco Dance Comigo. 
Em 1996, Solange Pereira interpretou “A força do pensamento” com Danilo Pinheiro e Bianchi no disco Novas Sementes, lançado pelo Selo Regent Music, em Barcelona, Espanha. Neste mesmo ano, a cantora participou do disco “Pau-de-Sebo – Vitrine Brazil”, também pelo selo Regent Music, interpretando essa mesma canção.

## Discografia
1987 Chanteclair LP Chico Roque